# Liste des comtesses d'Eu
Cet article présente la liste des comtesses d'Eu, par mariage ou de plein droit.

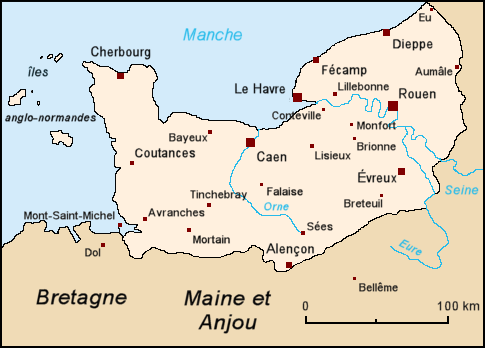
Carte de la Normandie historique.

## Rollonides (996-1246)
| Nom (dates)                      | Époux                                                     | Titres | Éléments biographiques |
| -------------------------------- | --------------------------------------------------------- | --- | --- |
| Lesceline d'Harcourt (?-1057/58) | - Guillaume d'Eu                                          | - Comtesse d'Eu                                                                                              | - Princesse de la maison d'Harcourt. Fille de Turquetil d'Harcourt. - Mère de Guillaume Busac, de Robert d'Eu et d'Hugues d'Eu. |
| Adélaïde de Soissons (1042-1105) | - Guillaume Busac (mariage en 1058)                       | - Comtesse de Soissons (de plein droit, 1057-1105) - Comtesse d'Eu                                           | - Princesse herbertienne. Fille de Renaud de Soissons.                                                                          |
| Béatrice                         | - Robert d'Eu                                             | - Comtesse d'Eu et dame d'Hastings                                                                           | - Mère de Guillaume II d'Eu. |
| Mathilde de Sicile (1062-1094)   | - Robert d'Eu - Raymond de Saint-Gilles (mariage en 1080) | - Comtesse d'Eu et dame d'Hastings - Comtesse de Saint-Gilles (1080-1094) - Marquise de Provence (1085-1094) | - Princesse de la maison de Hauteville. Fille de Roger Ier de Sicile et de Judith d'Évreux.                                     |
| Béatrice de Builly (1064-?)      | - Guillaume II d'Eu                                       | - Comtesse d'Eu et dame d'Hastings                                                                           | - Fille de Roger Ier de Bully. - Mère d'Henri d'Eu.                                                                             |
| Hélisende d'Avranches            | - Guillaume II d'Eu                                       | - Comtesse d'Eu et dame d'Hastings                                                                           | - Fille de Richard Goz. |
| Mathilde (?-1107)                | - Henri d'Eu                                              | - Comtesse d'Eu et dame d'Hastings (?-1107)                                                                  | |
| Ermentrude                       | - Henri d'Eu                                              | - Comtesse d'Eu et dame d'Hastings                                                                           | |
| Marguerite de Sully (1105-1145)  | - Henri d'Eu (mariage en 1122)                            | - Comtesse d'Eu et dame d'Hastings (1122-1140)                                                               | - Princesse de la maison de Blois. Fille de Guillaume de Blois et d'Agnès de Sully. - Mère de Jean d'Eu.                        |
| Alice d'Aubigny (?-1188)         | - Jean d'Eu                                               | - Comtesse d'Eu et dame d'Hastings (?-1170)                                                                  | - Princesse de la famille d'Aubigny. Fille de Guillaume d'Aubigny et d'Adélaïde de Louvain. - Mère d'Henri II d'Eu.             |
| Mathilde de Warenne (?-1228)     | - Henri II d'Eu                                           | - Comtesse d'Eu et dame d'Hastings (?-1191)                                                                  | - Princesse de la maison de Warenne. Fille d'Hamelin d'Anjou et d'Isabelle de Warenne. - Mère d'Alix d'Eu.                      |
| Alix d'Eu (1190-1246)            | - Raoul Ier d'Exoudun (mariage en 1194)                   | - Comtesse d'Eu et dame d'Hastings (de plein droit, 1191-1246) - Dame d'Exoudun (1194-1219)                  | - Princesse rollonide. Fille d'Henri II d'Eu et de Mathilde de Warenne. - Mère de Raoul II d'Exoudun.                           |

## Maison de Lusignan (1246-1260)
| Nom (dates)                       | Époux | Titres | Éléments biographiques |
| --------------------------------- | --- | --- | --- |
| Philippa de Dammartin (1226-1281) | - Raoul II d'Exoudun (mariage en 1239/40) - Raoul II de Coucy (mariage en 1246) - Otton II de Gueldre (mariage en 1252/54) | - Dame d'Exoudun (1239/40-1246) - Comtesse d'Eu (1246) - Dame de Coucy (1246-1250) - Comtesse de Gueldre (1252/54-1271) | - Princesse de la maison de Dammartin. Fille de Simon de Dammartin et de Marie de Ponthieu. - Mère de Renaud Ier de Gueldre. |
| Marie d'Exoudun (1223-1260)       | - Alphonse de Brienne (mariage en 1250)                                                                                    | - Comtesse d'Eu et dame d'Exoudun (de plein droit, 1250-1260)                                                           | - Princesse de la maison de Lusignan. Fille de Raoul II de Lusignan et de Yolande de Dreux. - Mère de Jean II de Brienne.    |

## Maison de Brienne (1260-1350)
| Nom (dates)                    | Époux | Titres                                                                                               | Éléments biographiques |
| ------------------------------ | --- | --- | --- |
| Béatrice de Châtillon (?-1304) | - Jean II de Brienne                                                                                                  | - Comtesse d'Eu (?-1294)                                                                             | - Princesse de la maison de Châtillon. Fille de Guy III de Châtillon-Saint-Pol et de Mathilde de Brabant. - Mère de Jean III de Brienne.              |
| Jeanne de Guînes (?-1331/42)   | - Jean III de Brienne                                                                                                 | - Comtesse d'Eu et de Guînes (?-1302)                                                                | - Fille de Baudouin IV de Guînes et de Catherine de Montmorency. - Mère de Raoul Ier de Brienne.                                                      |
| Jeanne de Mello (?-1351)       | - Raoul Ier de Brienne (mariage en 1315)                                                                              | - Comtesse d'Eu et de Guînes (1315-1345)                                                             | - Fille de Dreux VI de Mello et de Jeanne de Torcy. - Mère de Raoul II de Brienne.                                                                    |
| Catherine de Savoie (?-1388)   | - Azzon Visconti (mariage en 1333) - Raoul II de Brienne (mariage en 1340) - Guillaume Ier de Namur (mariage en 1352) | - Dame de Milan (1333-1339) - Comtesse d'Eu et de Guînes (1345-1350) - Marquise de Namur (1352-1388) | - Princesse de la maison de Savoie. Fille de Louis II de Vaud et d'Isabelle de Chalon-Arlay. - Mère de Guillaume II de Namur et de Jean III de Namur. |

En 1350, Raoul de Brienne est accusé de trahison et le comté est confisqué, puis donné à Jean d'Artois.

## Maison capétienne d'Artois (1350-1472)
| Portrait | Nom (dates)                   | Époux | Titres | Éléments biographiques | Armoiries |
| -------- | ----------------------------- | --- | --- | --- | --------- |
|          | Isabeau de Melun (1328-1389)  | - Pierre Ier de Dreux (mariage en 1341) - Jean d'Artois (mariage en 1352)                                                      | - Comtesse de Dreux et dame de Montpensier (1341-1345) - Comtesse d'Eu (1352-1387) | - Princesse de la maison de Melun. Fille de Jean Ier de Melun et d'Isabelle d'Antoing. - Mère de Jeanne Ire de Dreux, de Robert IV d'Artois et de Philippe d'Artois.                             |           |
|          | Jeanne de Durazzo (1344-1387) | - Louis de Navarre (mariage en 1366) - Robert IV d'Artois (mariage en 1376)                                                    | - Duchesse de Durazzo (de plein droit, 1348-1387) - Comtesse de Beaumont (1366-1376) - Comtesse d'Eu (1387) | - Princesse de la maison capétienne d'Anjou-Sicile. Fille de Charles de Durazzo et de Marie de Calabre.                                                                                          |           |
|          | Marie de Berry (1375-1434)    | - Louis III de Blois-Châtillon (mariage en 1386) - Philippe d'Artois (mariage en 1393) - Jean Ier de Bourbon (mariage en 1400) | - Comtesse de Dunois (1386-1391) - Comtesse d'Eu (1393-1397) - Comtesse de Clermont (1400-1410) - Duchesse de Bourbon, baronne de Roannais, dame de Beaujeu (1410-1434) - Duchesse d'Auvergne et comtesse de Montpensier (de plein droit, 1416-1434) - Comtesse de Forez (1417-1434) - Régente de Bourbon (1421-1427) | - Princesse de la maison de Valois. Fille de Jean Ier de Berry et de Jeanne d'Armagnac. - Mère de Charles d'Artois, de Bonne d'Artois, de Charles Ier de Bourbon et de Louis Ier de Montpensier. |           |
|          | Jeanne de Saveuse (?-1449)    | - Charles d'Artois (mariage en 1448)                                                                                           | - Comtesse d'Eu (1448-1449) | - Fille de Philippe de Saveuse et de Marie d'Ailly. |           |
|          | Hélène de Melun (1370-1472)   | - Charles d'Artois (mariage en 1454)                                                                                           | - Comtesse d'Eu (1454-1471) | - Princesse de la maison de Melun. Fille de Jean IV de Melun et de Jeanne d’Abbeville. |           |

## Maison de Bourgogne-Nevers (1472-1477)
| Nom (dates)                 | Époux                                 | Titres                                                                    | Éléments biographiques |
| --------------------------- | ------------------------------------- | ------------------------------------------------------------------------- | --- |
| Paule de Brosse (1450-1479) | - Jean de Bourgogne (mariage en 1471) | - Comtesse de Nevers et de Rethel (1471-1479) - Comtesse d'Eu (1472-1477) | - Princesse de la maison de Brosse. Fille de Jean II de Brosse et de Nicole de Châtillon. - Mère de Charlotte de Bourgogne. |

En 1477, Charles le Téméraire fait l'acquisition du comté d'Eu, mais meurt peu après. Louis XI annexe alors le comté. La maison de La Marck, issue de la fille aînée de Jean de Bourgogne et de sa première épouse, le récupère ensuite.

## Maison de La Marck (1491-1633)
| Portrait | Nom (dates)                               | Époux                                                                      | Titres | Éléments biographiques | Armoiries |
| -------- | ----------------------------------------- | -------------------------------------------------------------------------- | --- | --- | --------- |
|          | Charlotte de Bourbon-Vendôme (1474-1520)  | - Engilbert de Clèves (mariage en 1489)                                    | - Comtesse de Nevers et d'Eu (1491-1506) | - Princesse de la maison de Bourbon-Vendôme. Fille de Jean VIII de Bourbon-Vendôme et d'Isabelle de Beauvau. - Mère de Charles II de Nevers.                                                                                       |           |
|          | Marie d'Albret (1491-1549)                | - Charles II de Nevers (mariage en 1504)                                   | - Comtesse de Rethel (de plein droit, 1500-1549) - Comtesse de Nevers et d'Eu (1506-1521) - Comtesse de Dreux (de plein droit, 1524-1549)                                                    | - Princesse de la maison d'Albret. Fille de Jean d'Albret et de Charlotte de Bourgogne. - Mère de François Ier de Nevers. |           |
|          | Marguerite de Bourbon-Vendôme (1516-1559) | - François Ier de Nevers (mariage en 1538)                                 | - Comtesse (1538-1539) puis duchesse de Nevers (1539-1559) - Comtesse d'Eu (1538-1559) - Comtesse de Dreux (1549-1556) - Comtesse de Rethel (1549-1559)                                      | - Princesse de la maison de Bourbon-Vendôme. Fille de Charles IV de Bourbon et de Françoise d'Alençon. - Mère de François II de Nevers, d'Henriette de Nevers, de Jacques de Clèves, de Catherine de Clèves et de Marie de Clèves. |           |
|          | Catherine de Clèves (1548-1633)           | - Antoine de Croy (mariage en 1560) - Henri Ier de Guise (mariage en 1570) | - Princesse de Porcien (1560-1567) - Comtesse d'Eu et princesse de Château-Renault (de plein droit, 1560-1633) - Duchesse de Guise, princesse de Joinville et baronne de Lambesc (1570-1588) | - Princesse de la maison de La Marck. Fille de François Ier de Nevers et de Marguerite de Bourbon-Vendôme. - Mère de Charles Ier de Guise, de Louis de Lorraine, de Claude de Lorraine et de Louise-Marguerite de Lorraine.        |           |

## Maison de Guise (1633-1657)
| Portrait | Nom (dates)                                | Époux                                                                             | Titres | Éléments biographiques |
| -------- | ------------------------------------------ | --------------------------------------------------------------------------------- | --- | --- |
|          | Henriette-Catherine de Joyeuse (1585-1656) | - Henri de Montpensier (mariage en 1597) - Charles Ier de Guise (mariage en 1611) | - Duchesse de Montpensier, de Saint-Fargeau et de Châtellerault, dauphine d'Auvergne, princesse de Dombes et de La Roche-sur-Yon, marquise de Mézières, comtesse de Mortain et de Bar-sur-Seine, dame de Beaujeu et de Mareuil (1597-1608) - Duchesse de Joyeuse (de plein droit, 1608-1647) - Duchesse de Guise, princesse de Joinville, comtesse d'Eu et baronne de Lambesc (1611-1640) | - Princesse de la maison de Joyeuse. Fille d'Henri de Joyeuse et de Catherine Nogaret de la Valette. - Mère de Marie de Bourbon-Montpensier, d'Henri II de Guise, de Marie de Guise, de Louis de Guise-Joyeuse et de Roger de Lorraine. |

En 1657, Henri II de Guise vend Eu à sa cousine Anne-Marie-Louise d'Orléans.

## Troisième maison d'Orléans (1657-1693)
| Portrait | Nom (dates)                             | Titres | Éléments biographiques                                                                                      | Armoiries |
| -------- | --------------------------------------- | --- | --- | --------- |
|          | Anne-Marie-Louise d'Orléans (1627-1693) | - Duchesse de Montpensier et de Châtellerault, princesse de La Roche-sur-Yon, dauphine d'Auvergne, comtesse de Mortain et de Bar-sur-Seine, baronne de Beaujolais (de plein droit, 1627-1693) - Marquise de Mézières (de plein droit, 1627-1661) - princesse de Dombes (de plein droit, 1627-1681) - Comtesse d'Eu (de plein droit, 1657-1693) - Princesse de Joinville (de plein droit, 1688-1693) | - Princesse de la troisième maison d'Orléans. Fille de Gaston de France et de Marie de Bourbon-Montpensier. |           |

La Grande Mademoiselle lègue ses biens au duc du Maine, fils légitimé de Louis XIV.

## Maison de Bourbon-Maine (1693-1775)
| Portrait | Nom (dates)                                   | Époux                                        | Titres | Éléments biographiques | Armoiries |
| -------- | --------------------------------------------- | -------------------------------------------- | --- | --- | --------- |
|          | Louise-Bénédicte de Bourbon-Condé (1676-1753) | - Louis-Auguste de Bourbon (mariage en 1692) | - Duchesse du Maine et d'Aumale, princesse de Dombes et comtesse d'Eu (1692-1736) - Comtesse de Dreux (de plein droit, 1723-1753) | - Princesse de la maison de Bourbon-Condé. Fille d'Henri-Jules de Bourbon-Condé et d'Anne de Bavière. - Mère de Louis-Auguste de Bourbon, de Louis-Charles de Bourbon et de Louise-Françoise de Bourbon. |           |

## Quatrième maison d'Orléans (1821-)
Louis-Jean-Marie de Bourbon (1725-1793), duc de Penthièvre, était l'héritier de son cousin le comte d'Eu. Sa fille et unique héritière, Marie-Adélaïde de Bourbon apporte les propriétés des maisons de Bourbon-Penthièvre et de Bourbon-Maine à la quatrième maison d'Orléans, qui utilise le titre de « comtesse d'Eu » comme un titre de courtoisie.
| Portrait | Nom (dates)                    | Époux                                | Titres | Éléments biographiques | Armoiries |
| -------- | ------------------------------ | ------------------------------------ | --- | --- | --------- |
|          | Isabelle du Brésil (1846-1921) | - Gaston d'Orléans (mariage en 1864) | - Princesse impériale du Brésil (de plein droit, 1847-1848, 1850-1889) - Comtesse d'Eu (1864-1921) - Régente du Brésil (de plein droit, 1871-1872, 1876-1877, 1887-1888) - Prétendante au trône du Brésil (de plein droit, 1891-1921) | - Princesse de la deuxième maison de Bragance. Fille de Pierre II du Brésil et de Thérèse-Christine de Bourbon-Siciles. - Mère de Pierre d'Orléans-Bragance, de Louis d'Orléans-Bragance et d'Antoine d'Orléans-Bragance. |           |